# シャウイア＝ウアルディガ地方
シャウイア＝ウアルディガ地方（シャウイア＝ウアルディガちほう、Chaouia-Ouardigha）は、1997年から2015年まであったモロッコの地方。人口1,685,000人、面積16,760km2

(2007年。州都はセタット。
Ben Slimane州、Berrechid州、Khouribga州、セタット州の4州からなっていた。